# Suelen Pinto
Suelen Fernanda Santana Pinto (Belo Horizonte, 4 ottobre 1987) è una pallavolista brasiliana.
Gioca nel ruolo di libero nel Praia Clube.

## Carriera
La carriera di Suelen Pinto inizia a livello giovanile prima nell'Academia Meritus e poi nel Mackenzie Esporte Clube; nel 2004 vince il campionato sudamericano Under-20, ricevendo anche il premio di miglior libero. Debutta da professionistica nella Superliga brasiliana nella stagione 2004-05 col Minas Tênis Clube, col quale disputa due campionati. Nell'estate del 2005 vince il campionato mondiale Under-20 e debutta anche in nazionale maggiore nella Coppa panamericana, dove si classifica al terzo posto e viene premiata come miglior ricevitrice della competizione.
Nella stagione 2006-07 passa al GRER, con il quale gioca per due stagioni, prima di passare nel 2008-09 all'ambizioso São Caetano, col quale chiude due volte il campionato al terzo posto, ricevendo anche un premio come miglior ricevitrice. Le due stagioni successive gioca con l'Esporte Clube Pinheiros, vincendo il primo trofeo della sua carriera, il Campionato Paulista. Nell'estate del 2012 viene nuovamente convocata in nazionale, con la quale disputa la finale della Coppa panamericana.
Nella stagione 2012-13 viene ingaggiata dal Campinas Voleibol Clube, col quale è nuovamente finalista nel campionato statale. Nella stagione successiva passa al Sesi, con cui vince il Campionato sudamericano per club, venendo anche premiata come miglior libero, dove milita complessivamente per tre annate.
Nel campionato 2016-17 gioca per la prima volta all'estero, ingaggiata in Italia dal Volley Bergamo, club di Serie A1; con la nazionale, nel 2017, conquista la medaglia d'oro al World Grand Prix e al campionato sudamericano e l'argento alla Grand Champions Cup. Già nella stagione successiva rientra in patria accasandosi al Praia Clube con cui si aggiudica il campionato 2017-18 e la Supercoppa 2018; con la nazionale vince la medaglia d'oro al campionato sudamericano 2019.

## Palmarès

### Club
- Campionato brasiliano: 1

2017-18
- Campionato Paulista: 1

2010
- Supercoppa brasiliana: 1

2018
- Campionato sudamericano per club: 1

2014

### Nazionale (competizioni minori)
- Campionato sudamericano Under-20 2004
- Campionato mondiale Under-20 2005
- Coppa panamericana 2005
- Coppa panamericana 2012
- Montreux Volley Masters 2013
- Montreux Volley Masters 2017

### Premi individuali
- 2004 - Campionato sudamericano Under-20: Miglior ricevitrice
- 2005 - Coppa panamericana: Miglior ricevitrice
- 2009 - Superliga: Miglior ricevitrice
- 2014 - Campionato sudamericano per club: Miglior libero
- 2015 - Superliga Série A: Miglior difesa
- 2018 - Volleyball Nations League: Miglior libero